# Risön (Skellefteå)
Risön is een plaats in de gemeente Skellefteå in het landschap Västerbotten en de provincie Västerbottens län in Zweden. De plaats heeft 60 inwoners (2005) en een oppervlakte van 9 hectare. De plaats ligt aan de rivier de Skellefteälven net ten zuidoosten van de stad Skellefteå.

## Verkeer en vervoer
Bij de plaats loopt de Länsväg 372.
Door de plaats loopt de spoorlijn Bastuträsk - Skelleftehamn.